# Franz Beyer (Politiker)
Franz Andreas Beyer  (* 21. November 1857 in Linz; † 9. August 1925 ebenda)  war ein österreichischer Kaufmann und Politiker.

## Leben
Andreas Franz Beyer besuchte die Volks-, Real- und Handelsschule in Linz, wurde Kaufmann und übernahm im Jahre 1885 das alteingesessene Geschäft Noßberger. Er betätigte sich nicht nur in zahlreichen Wirtschaftsgremien, sondern als großdeutscher Politiker auch in der Kommunal- und Bundespolitik. Beyer war Handelsgerichtsbeisitzer und gehörte 25 Jahre lang dem Vorstand des Handelsgremiums an.
Als Mitglied des Linzer Gemeinderates in der Zeit von 1890 und 1919 (davon 1907 bis 1913 erster Vizebürgermeister) machte er sich im sozialen Bereich und um das Schulwesen verdient. Initiativ wirkte er bei der Errichtung eines Ferienheimes für bedürftige Linzer Kinder und beim Ausbau der Realschule, der Handelsakademie und des Lyzeums. Außerdem war er Funktionär des Deutschen Volksbundes.
Zwischen 1911 und 1918 war er Abgeordneter des österreichischen Reichsrates (XII. Legislaturperiode) und anschließend Mitglied zur Provisorischen Nationalversammlung als Vertreter des Deutschen Nationalverbandes bzw. ab 1917 der Deutschnationalen Partei.

## Ehrungen
- 1910 Ritter des Franz-Joseph-Ordens
- 1919 Bürger der Stadt Linz